# Langston Hughes
Langston Hughes (1. února 1901 Joplin, Missouri, USA – 22. května 1967, New York City, New York, USA) byl americký básník, sociální aktivista, romanopisec, dramatik a publicista, představitel harlemské renesance.

## Život
Narodil se ve městě Joplin ve státě Missouri. Jeho rodiče se rozvedli, když byl malé dítě a jeho otec se přestěhoval do Mexika. Do svých třinácti let Hughes žil se svou babičkou a následně se přestěhoval k matce do Lincolnu v Illinois; později se rodina usadila v Clevelandu ve státě Ohio.
Poezii začal Hughes psát v Lincolnu. Po ukončení studií strávil rok v Mexiku a rok na Kolumbijské universitě. V té době pracoval jako asistent kuchaře a později cestoval do Evropy a Afriky jako námořník. V listopadu 1924 se přestěhoval do Washingtonu, D.C. K jeho blízkým spolupracovníkům tehdy patřili Arna Bontempsová (s níž napsal knihu pro děti Popo and Fifina) a Carl Van Vechten. Právě Van Vechten přesvědčil nakladatele Alfreda A. Knopfa k vydání první Hughesovy sbírky The Weary Blues v roce 1926. Na jeho objevení měl velký podíl také básník Vachel Lindsay.
Roku 1929 dokončil vysokoškolské studium na Lincolnově universitě v Pensylvánii. V té době také spoluzaložil vlivný časopis Fire!!. Roku 1930 vydal svůj první román Not Without Laughter. Ve třicátých letech svou poezii plně vyhradil tématu rasové spravedlnosti a začal se silně politicky angažovat. Hodně v té době také inklinoval k divadlu (zejm. hra Mulatto). Začal také pracovat v novinách a byl válečným zpravodajem ve španělské občanské válce.
Po válce nahlédl do světa opery, když napsal libreto k opeře Kurta Weilla Street Scene (1947). Posléze se věnoval černošské kultuře z akademických pozic, napsal například práci A Pictorial History of the Negro in America (1956). Sestavil také antologie černošského folklóru. Rovněž se věnoval překladatelství ze španělštiny, překládal zejména poezii Federica Garcíi Lorcy a Gabriely Mistralové.

### Poezie
- The Weary Blues, 1926
- Fine Clothes to the Jew, 1927
- The Negro Mother and Other Dramatic Recitations, 1931
- Dear Lovely Death, 1931
- The Dream Keeper and Other Poems, 1932
- Scottsboro Limited: Four Poems and a Play, 1932
- A New Song, 1938
- Note on Commercial Theatre, 1940
- Shakespeare in Harlem, 1942
- Freedom's Plow, 1943
- Jim Crow's Last Stand, 1943
- Fields of Wonder, 1947
- One-Way Ticket, 1949
- Montage of a Dream Deferred, 1951
- Selected Poems of Langston Hughes, 1958
- Ask Your Mama: 12 Moods for Jazz, 1961
- The Panther and the Lash: Poems of Our Times, 1967
- The Collected Poems of Langston Hughes, 1994

### Próza
- Not Without Laughter, 1930
- The Ways of White Folks, 1934
- Simple Speaks His Mind, 1950
- Laughing to Keep from Crying,1952
- Simple Takes a Wife, 1953
- Sweet Flypaper of Life, 1955
- Simple Stakes a Claim, 1957
- Tambourines to Glory, 1958
- The Best of Simple, 1961
- Simple's Uncle Sam, 1965
- Something in Common and Other Stories, 1963
- Short Stories of Langston Hughes, 1996

### Publicistika
- The Big Sea, 1940
- Famous American Negroes, 1954
- Famous Negro Music Makers, 1955
- I Wonder as I Wander, 1956
- A Pictorial History of the Negro in America, 1956 (spoluautor Milton Meltzer)
- Famous Negro Heroes of America, 1958
- Fight for Freedom: The Story of the NAACP. 1962

### Divadelní hry
- Mule Bone, 1931 (spoluautorka Zora Neale Hurstonová)
- Mulatto, 1935
- Troubled Island, 1936 (spoluautor William Grant Still)
- Little Ham, 1936
- Emperor of Haiti, 1936
- Don't You Want to be Free?, 1938
- Street Scene, contributed lyrics, 1947
- Tambourines to Glory, 1956
- Simply Heavenly, 1957
- Black Nativity, 1961
- Five Plays by Langston Hughes, 1963
- Jerico-Jim Crow, 1964

### Knihy pro děti
- Popo and Fifina, 1932
- The First Book of the Negroes, 1952
- The First Book of Jazz, 1954
- Marian Anderson: Famous Concert Singer, 1954 (spoluautor Steven C. Tracy)
- The First Book of Rhythms, 1954
- The First Book of the West Indies, 1956
- First Book of Africa, 1964
- Black Misery, 1969